# Tonhalle Zürich

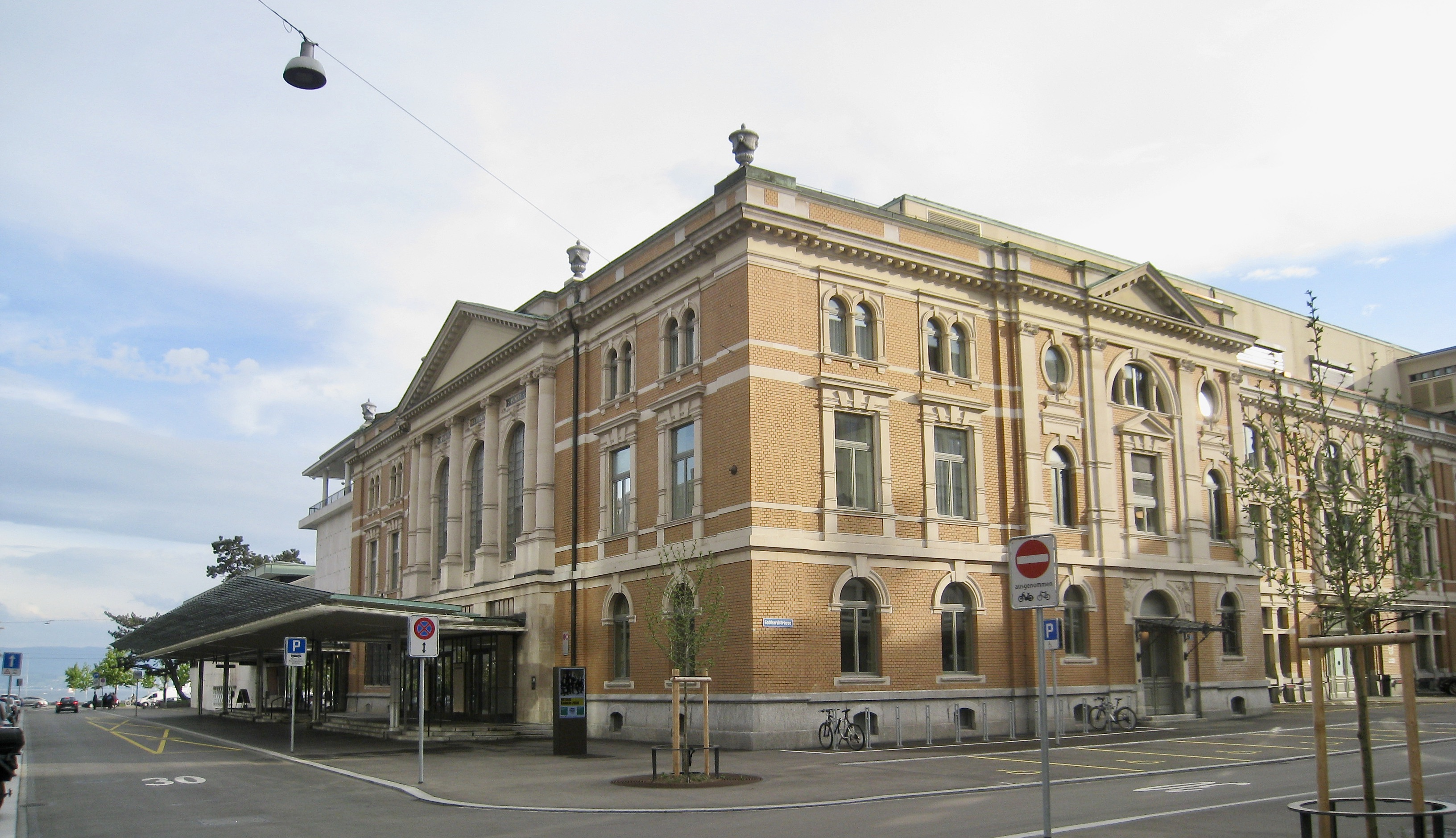
Tonhalle Zürich, renoviert 2017–2021

Die Tonhalle ist seit 1895 Zürichs Konzerthaus, Heimstätte des 1868 gegründeten Tonhalle-Orchesters Zürich. Beim Neubau des Kongresshauses Zürich 1936 wurden die seit 1895 bestehenden Tonhalle-Konzertsäle in den neuen Gebäudekomplex integriert. Der Saal der Grossen Tonhalle mit seiner berühmten Akustik bietet 1430 Plätze (816 im Parkett, 614 auf Galerie und Balkon), die Kleine Tonhalle bietet 609 Plätze (Parkett und Balkon). Beim Umbau des Kongresshauses 2017 bis 2021 wurden die Konzertsäle der Tonhalle renoviert und ihre Farbigkeit und Ornamentik der Gründerzeit wiederhergestellt.
Die 1868 gegründete Tonhalle-Gesellschaft Zürich übernahm den 1862 gegründeten Orchesterverein als Tonhalle-Orchester Zürich und organisiert pro Saison mehr als 150 Konzerte (Stand 2022). Die Tonhalle-Gesellschaft Zürich wird als Trägerschaft subventioniert von der Stadt Zürich und ist seit 2020 eine Aktiengesellschaft. Der ehrenamtliche Verwaltungsrat besteht aus 11 Mitgliedern, davon vier Vertretungen der öffentlichen Hand und zwei Vertretungen des Personals.

## Geschichte

### Vorgeschichte
Aus dem reformierten Psalmengesang in der Kirche und der häuslichen Musikpflege entwickelten sich im 17. Jahrhundert mehrere bürgerliche Musikgesellschaften mit Laienorchestern. Sie schlossen sich im Jahr 1812 zusammen unter dem Namen Allgemeine Musik-Gesellschaft Zürich (AMG). Damit entstand, unter Beizug von Berufsmusikern, ein Liebhaberorchester von ungefähr 50 Musikern. Für ein halbes Jahrhundert war die AMG die wichtigste Institution für öffentliche Konzerte. Ihr Orchester lieh sie für Opernaufführungen dem 1834 gegründeten Aktientheater im Casino aus. Dieser Theatersaal stand, wie der erste Konzertsaal, in den Bauten des ehemaligen Barfüsserklosters zwischen Hirschengraben und Neumarkt. Dieses erste ständige Theater erlebte unter der Direktorin Charlotte Birch-Pfeiffer (1800–1868) bis 1843 eine Blütezeit. Im Saal fanden auf 100 Bänken etwa 400 Leute Platz. 1846 endete diese Zusammenarbeit, und die Orchesterfrage beschäftigte die Institutionen weiterhin, und dies auch im 20. Jahrhundert.
Von 1850 an wirkte Richard Wagner als Publikumsmagnet, doch blieben die engen Verhältnisse bestehen, worauf er sich 1855 aus dem Konzertleben Zürichs zurückzog. Aber in der Stadt war der Wunsch nach einem stehenden Orchester für Theater und Konzerte sowie nach einem grossen Konzertsaal geweckt.

### «Alte Tonhalle»

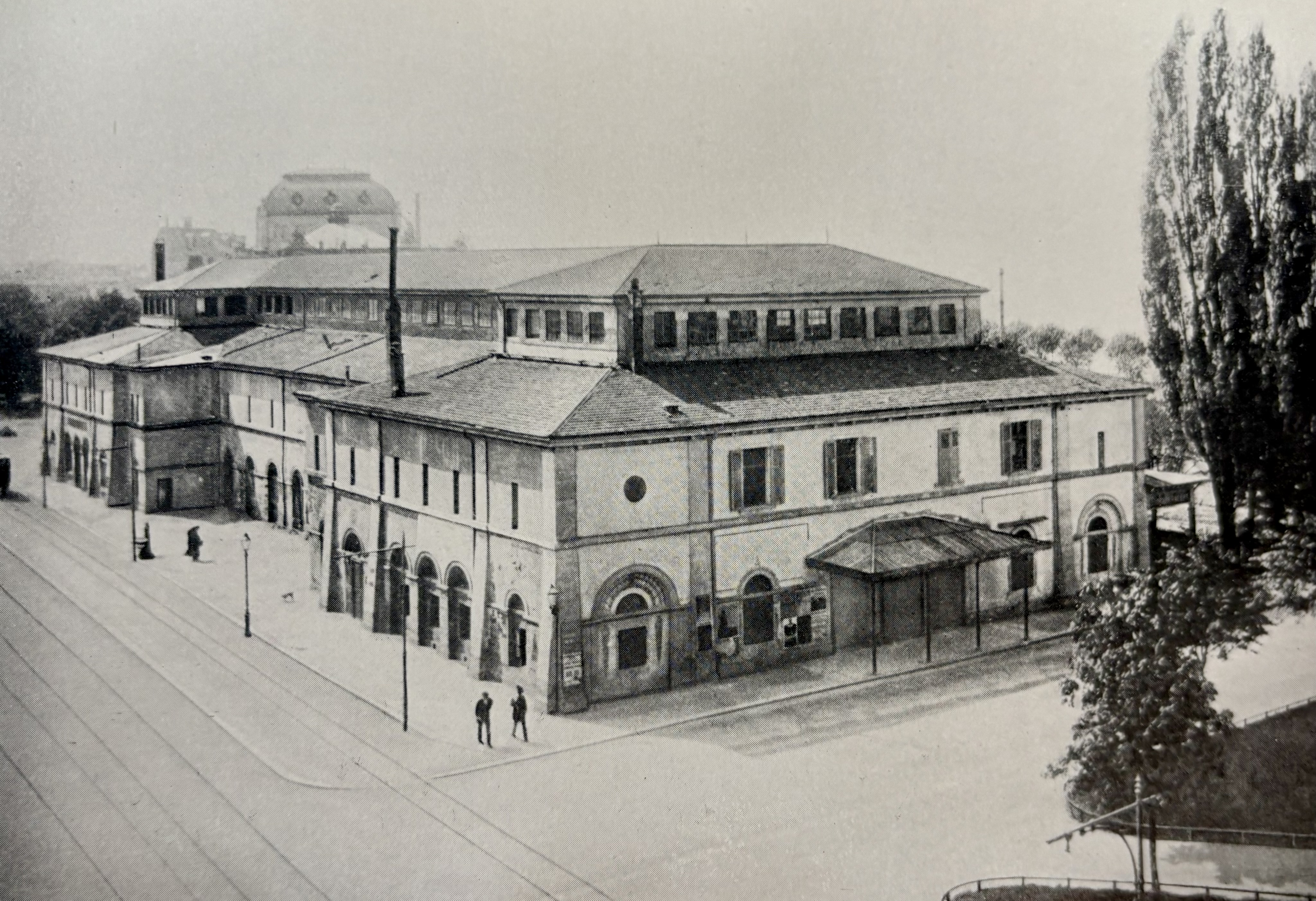
Alte Tonhalle beim heutigen Sechseläutenplatz, 1895

1867 wurde das Kornhaus am See, auf dem heutigen Sechseläuten-Platz, für das Fest der Schweizerischen Musikgesellschaft zur Festhalle umgebaut. Sie fasste ein Publikum bis zu 3600 Personen, und das Podium bot Platz für ein Orchester von 100 Mann und über 500 Sängern. Es war die grosse Zeit der Liedertafeln, der Männerchöre und der patriotischen Feiern. Dann entstand hier ein Konzertsaal mit 1400 Sitzplätzen, samt einem Restaurant mit Palmengarten. Die Halle diente dem Konzertleben, trotz akustischen Mängeln, für fast 30 Jahre. 1890 wurde nebenan ein neues Stadttheater gebaut, das heutige Opernhaus Zürich.

### Gründung der Tonhalle-Gesellschaft
1868 bildete sich die Tonhalle-Gesellschaft, welche den 1862 gegründeten Orchesterverein von etwa 30 Instrumentalisten, meist Liebhabern, übernahm, der nun zum Tonhalle-Orchester wurde. Von der Stadt mietete die Tonhalle-Gesellschaft das Gebäude. Die Chöre waren treibende Kräfte, so der 1841 als Männerchor gegründete Sängerverein Harmonie Zürich, und der 1863 gegründete Gemischte Chor Zürich, der von Friedrich Hegar geleitet wurde. Hegar wurde im Tonhalle-Orchester erster Geiger, dann Kapellmeister und hat während fast vier Jahrzehnten als Dirigent, auch als Komponist und Direktor des Konservatoriums, das Musikleben Zürichs geprägt.
Eine Orgel, 1872 durch die Firma Orgelbau Kuhn in Männedorf in den Saal eingebaut (siehe unten), wurde von Mäzenen und durch Benefizkonzerte der Chöre, besonders des Gemischten Chores Zürich und des Männerchores Harmonie, finanziert. Sie erklang zum ersten Mal bei zwei Aufführungen der Matthäus-Passion von Johann Sebastian Bach, je vor 2300 Zuhörern, unter Mitwirkung der Chöre.
Die Abonnementskonzerte der Allgemeinen Musikgesellschaft fanden nun im Kornhaus am See statt, auf Rechnung der Tonhalle-Gesellschaft. Auch Kammermusik wurde angeboten. Hier kamen in Zürich die grossen Oratorien zu Gehör: 1868 das deutsche Requiem von Johannes Brahms, 1869 das Oratorium «Samson» von Georg Friedrich Händel sowie «Paulus» von Felix Mendelssohn Bartholdy und 1870 die Missa solemnis von Ludwig van Beethoven. 1881 dirigierte Johannes Brahms selber einige seiner Werke, darunter als Uraufführung seine «Nänie». Im folgenden Jahr tagte die 19. Tonkünstlerversammlung des Allgemeinen Deutschen Musikvereins hier, mit Konzerten von Werken unter anderem von Franz Liszt. Während der Schweizerischen Landesausstellung 1883 gastierte hier das Orchester des Teatro alla Scala Mailand, wie auch überhaupt das Konzertleben international wurde. Als Werk von einheimischen Komponisten ragt Friedrich Hegars Oratorium «Manasse» heraus, in der Fassung für Gemischten Chor uraufgeführt 1888, das in der Folge bis zum Weltkrieg im deutschen Sprachbereich das meist aufgeführte Oratorium wurde.

### Tonhalle 1895–2017

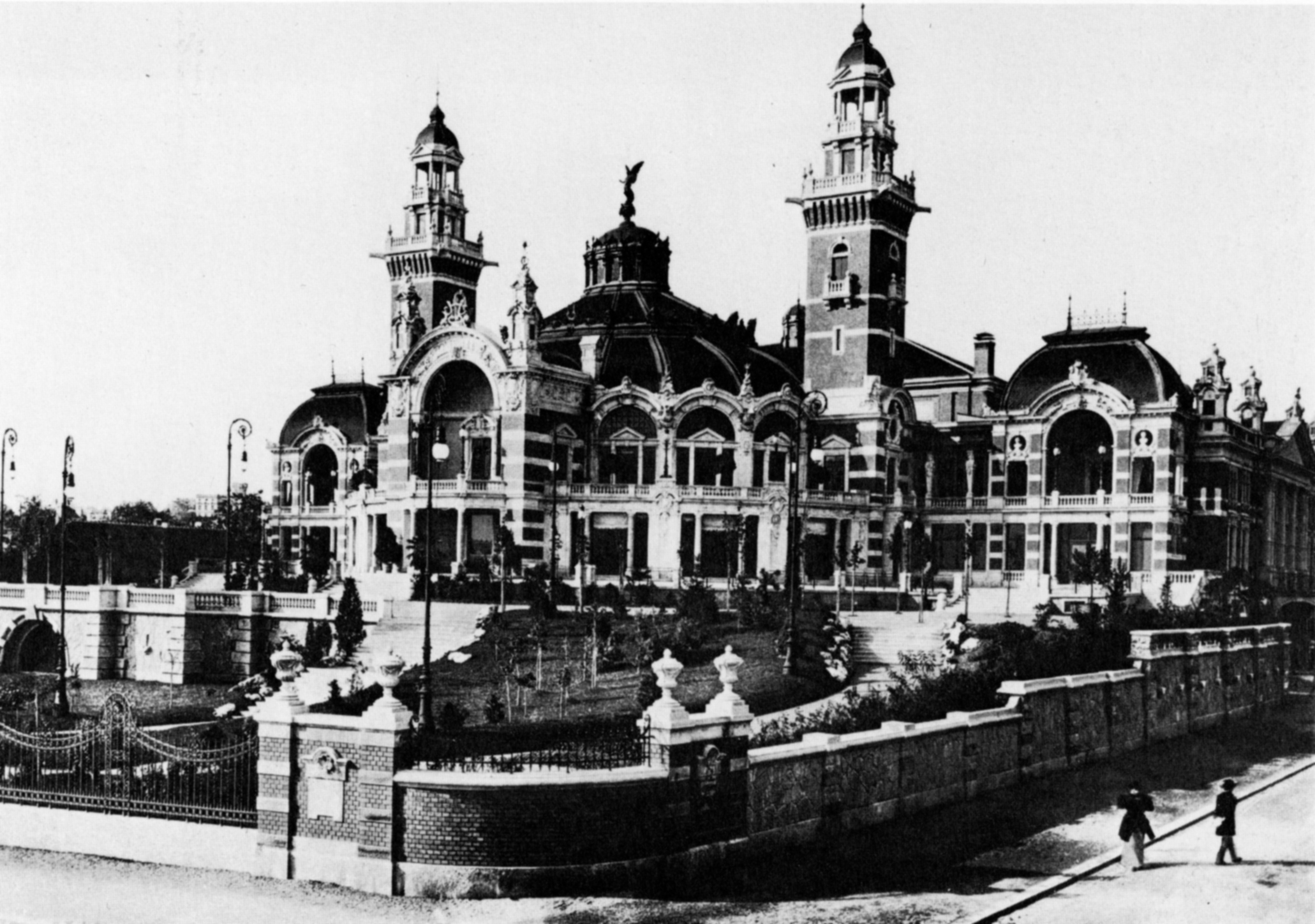
Die neue Tonhalle, 1900

Das aufstrebende Musikleben verlangte nach einem Konzerthaus mit einer besseren Akustik, als die ehemalige Lagerhalle der alten Tonhalle bieten konnte. Die Stadt hatte sich durch Eingemeindungen vergrössert und baute seit 1882 am Seeufer auf Initiative des Stadtingenieurs Arnold Bürkli neue Uferpromenaden. Am Alpenquai, heute General-Guisan-Quai, wurde nach Plänen der Architekten Fellner & Helmer aus Wien ein neues Konzerthaus im Trocadéro-Stil errichtet, mit grossem und kleinem Konzertsaal, einem Rundbau als Pavillon für Promenadenkonzerte, sowie einem Restaurant, und 1895 eingeweiht. Johannes Brahms dirigierte bei der Eröffnung am 19. Oktober 1895 das erste Konzert, unter anderem mit einem eigenen Werk. Aus der alten Tonhalle wurde die Orgel hier in den heute noch bestehenden grossen Konzertsaal eingebaut.
Zwar wurden die Nebengebäude im Jahr 1937 abgebrochen, um einem Kongresshaus Zürich im Stil des Neuen Bauens Platz zu machen, aber die hervorragenden Konzertsäle der Tonhalle blieben zum Glück erhalten. In rascher Folge konzertierten jetzt hier auch auswärtige und ausländische Orchester. Der grosse Saal mit seiner berühmten Akustik zählt heute zu den besten Sälen der Welt.

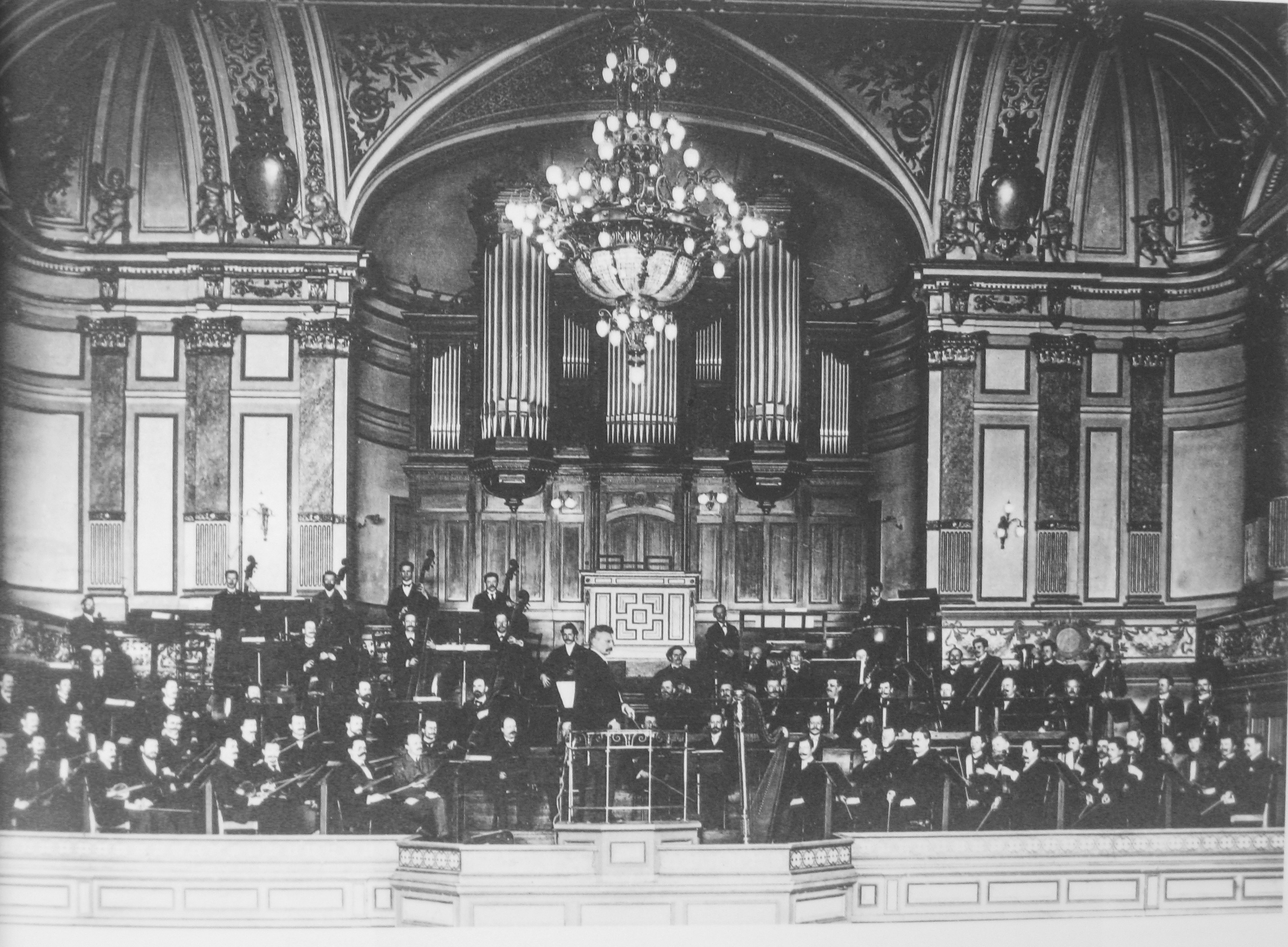
Tonhalle Zürich mit Orchester und der ersten Kuhn-Orgel (Foto um 1900)

1906 wurde Volkmar Andreae (1879–1962) Hegars Nachfolger und leitete seinerseits das Tonhalle-Orchester während 40 Jahren. Aufbauend auf Hegars Orchesterarbeit machte er das Tonhalle-Orchester zu einem Klangkörper von internationaler Bedeutung. Schwierig wurde die Zeit des Weltkriegs und der nachfolgenden Grippe-Epidemie: 1918 musste der Pavillon der Tonhalle als Militärspital für todkranke Soldaten dienen.

Von 1924 an hörte man neben dem Aufkommen neuer Musik auch Werke einheimischer Komponisten wie Hermann Suter mit seinem Oratorium «Le laudi di San Francesco» (1925/1926) und Arthur Honeggers «König David». 1927 wurde die Orgel durch die Firma Kuhn auf 71 Register erweitert, beraten durch Marcel Dupré, wiederum mit finanzieller Beteiligung der Chöre. Andreae brachte neben den Abonnements- und Sinfoniekonzerten auch Jugend- und Volkskonzerte zu Gehör, und auch der Kleine Saal und der Kammermusiksaal wurden stark benützt: 1928/1929 zählte man neben den hauseigenen Veranstaltungen zusätzlich 130 Vermietungen der Säle. 

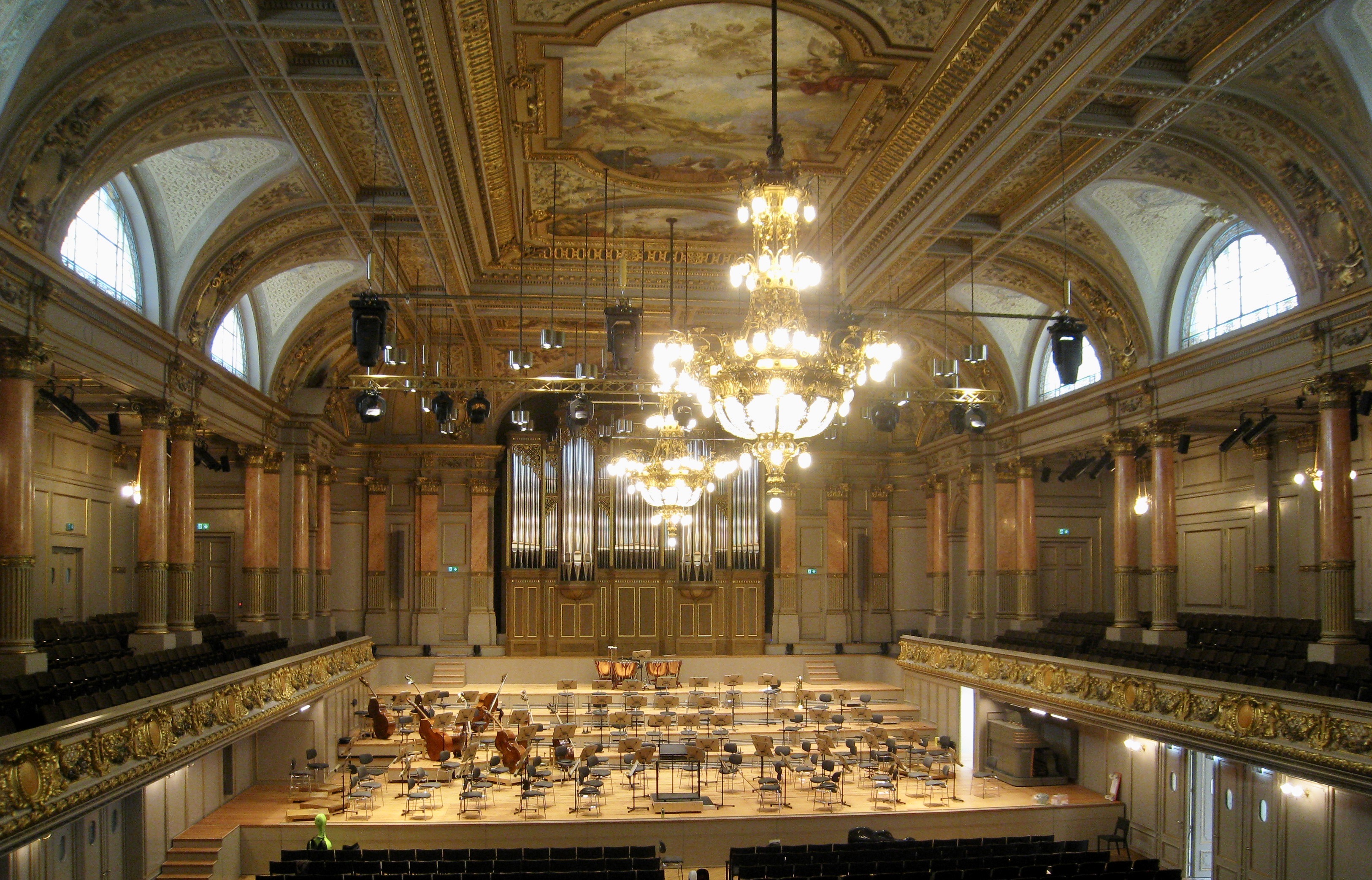
Tonhalle Zürich, grosser Saal von 1895, renoviert 2021, mit neuer Orgel

In den 1930er Jahren diente der Saal auch für Führergeburtstage und andere Feiern der Nationalsozialisten. Seit 1933 hatte der deutsche Nationalsozialismus auch auf das Musikleben der Schweiz gewirkt. Für jüdische Musiker blieb nun die Schweiz ein Ort für Engagements. So wirkte der berühmte Bassist Hermann Schey als «Christus» in Bachs Matthäus-Passion des Gemischten Chores Zürich 1933, und der Geiger Adolf Busch feierte 1934 hier sein 25-Jahr-Jubiläum als Solist und trat kurz vor Kriegsausbruch und vor seiner Emigration in die USA zum hundertsten Mal in der Tonhalle auf. Eine weitere Folge der Kriegszeit war, dass bei der Programmierung der Konzerte einheimische Musiker und Komponisten vermehrt berücksichtigt wurden, auch die Aufführung zeitgenössischer Musik. Als «wunderbares Zusammentreffen» gepriesen wurde das Konzert des Frühjahrszyklus der Tonhalle-Gesellschaft, zu dem Volkmar Andreae die 9. Sinfonie Ludwig van Beethovens auf den 8. Mai 1945 angesetzt hatte, so dass die «Ode an die Freude» auf den Tag des Waffenstillstandes des Zweiten Weltkrieges fiel. Auch Erich Schmid als Nachfolger förderte die neue Musik. Nationale und internationale Musikfeste folgten, und auch in Gastspielen traten berühmte Dirigenten, Solisten und Orchester auf. Das Tonhalle-Orchester war zwar seit 1902 ein grosses Orchester, aber die Aufteilung der Dienste für die Konzerte und für das Opernhaus Zürich war kompliziert und bot manche Reibungsflächen, trotz oft Dutzenden von Zuzügern. 1984/1985 gelang die Trennung, und es bildete sich eine Konzert- und eine Opernformation (diese 2012 umbenannt in Philharmonia Zürich), was sich seither durch die erhöhte Homogenität in künstlerischer Hinsicht bewährt hat.
In Anlehnung an die Promenadenkonzerte in der alten und der neuen Tonhalle vor dem Bau des Kongresshauses lässt das Festival „Stubete am See“ seit 2008 wieder Unterhaltungsmusik auf zahlreichen Bühnen in der Tonhalle erklingen. Geboten werden an einem Wochenende im August rund 30 Konzerte und der Stubete-Ball in der kleinen Tonhalle.

### Tonhalle ab 2017
Von 2017 bis 2021 wurde die Tonhalle totalsaniert. Während des Totalumbaus diente eine beim Bahnhof Zürich-Hardbrücke gelegene Industriehalle, die in einen Konzertsaal umgebaut worden war, als Provisorium. Die Tonhalle Maag mit gut 1220 Sitzplätzen war von 2017 bis 2021 in Betrieb. Danach wurde die Halle von MAAG Music & Arts AG zur Lichthalle Maag umgebaut, in der seit 2021 immersive Ausstellungen stattfinden. 
Am 15. September 2021 wurde die Tonhalle nach erfolgtem Umbau wiedereröffnet.

## Orgel

### Erste Kuhn-Orgel
Die erste Orgel wurde 1872 für das Kornhaus am See, später «alte Tonhalle» genannt, erstellt. Erbauer war Johann Nepomuk Kuhn (1827–1888), Firmengründer der Firma Orgelbau Kuhn. Die Orgel verfügte über 33 Register. Treibende Kraft waren die Chöre, die auch mit Spenden und Benefizkonzerten für die Finanzierung sorgten. 1895 wurde die Orgel in die neue Tonhalle eingebaut, 1927 mit einem zweiten Schwellwerk auf 71 Register erweitert, 1939 mit technischen Neuerungen versehen. 1995 wurde die Orgel ausgebaut und in der reformierten Kirche Neumünster (Zürich) eingebaut und ist heute als sogenannte «alte Tonhalle-Orgel» ein geschätztes Instrument.

### Kleuker/Steinmeyer-Orgel (1988–2017)
1987/1988 finanzierte ein privater Gönner den Neubau einer Orgel durch die Orgelbauer Kleuker und Steinmeyer auf Grund eines Konzeptes des Pariser Virtuosen Jean Guillou. Das Schleifladen-Instrument hat 67 Register auf vier Manualwerken und Pedal. Die Spiel- und Registertrakturen sind mechanisch. Als die Renovation der Tonhalle-Säle 2017 bevorstand, verzichtete man auf die Orgel und gab sie ab an die Kathedrale von Koper in Slowenien.
| I Positiv C–c4    |        |
| Pommer            | 16′    |
| Principal         | 08′    |
| Rohrflöte         | 08′    |
| Spitzoktave       | 04′    |
| Koppelflöte       | 04′    |
| Superoctave       | 02′    |
| Blockflöte        | 02′    |
| Larigot           | 01 ⁄3′ |
| Sesquialtera II 0 | 02 ⁄3′ |
| Cymbale III       | 01′    |
| Ranquette         | 16′    |
| Trompette         | 08′    |
| Cromorne          | 08′    |
| Trémolo           |        |

| II Hauptwerk C–c4   |         |
| Montre              | 16′     |
| Montre              | 08′     |
| Flûte majeure       | 08′     |
| Octava              | 04′     |
| Doppelflöte         | 04′     |
| Grosse Tierce       | 03 1⁄5′ |
| Doublette           | 02′     |
| Grand Cornet II–V 0 | 02 ⁄3′  |
| Grosse Mixture IV   | 02 ⁄3′  |
| Plein Jeu V         | 02′     |
| Bombarde            | 16′     |
| Trompette           | 08′     |
| Clairon             | 04′     |
| Trémolo             |         |

| III Schwellwerk C–c4      |        |
| Holzprincipal             | 08′    |
| Cor de Nuit               | 08′    |
| Gambe                     | 08′    |
| Voix céleste              | 08′    |
| Flûte harmonique          | 08′    |
| Flûte octaviante          | 04′    |
| Nasard                    | 02 ⁄3′ |
| Cornet V                  | 08′    |
| Plein Jeu harm. III–VII 0 | 02 ⁄3′ |
| Bombarde                  | 16′    |
| Trompette                 | 08′    |
| Voix Humaine              | 08′    |
| Basson Hautbois           | 08′    |
| Clairon                   | 04′    |
| Trémolo                   |        |

| IV Grand Choeur C–c4 |         |
| Violoncelle          | 16′     |
| Diapason             | 08′     |
| Flûte harmonique     | 08′     |
| Flûte octaviante     | 04′     |
| Nasard harm.         | 02 ⁄3′  |
| Octavin              | 02′     |
| Tierce harm.         | 01 3⁄5′ |
| Piccolo harm.        | 01′     |
| Rauschpfeife V       | 05 1⁄3′ |
| Aliquot III          | 03 1⁄5′ |
| Bombarde-Chamade 0   | 16′     |
| Trompette-Chamade    | 08′     |
| Hautbois-Chamade     | 08′     |
| Trémolo              |         |

| Pédale C–g1       |         |
| Principal-Flûte   | 32′     |
| Principal         | 16′     |
| Flûte             | 16′     |
| Soubasse          | 16′     |
| Grosse Quinte     | 10 2⁄3′ |
| Flûte             | 08′     |
| Théorbe III       | 06 2⁄5′ |
| Flûte             | 04′     |
| Nachthorn         | 02′     |
| Rauschpfeife IV 0 | 05 1⁄3′ |
| Contrebasson      | 32′     |
| Bombarde          | 16′     |
| Fagott            | 16′     |
| Trompette         | 08′     |
| Clairon           | 04′     |

- Koppeln: I/II (auch als Suboktavkoppel), III/I, III/II (auch als Suboktavkoppel), IV/I, IV/II, IV/III, I/P, II/P, III/P, IV/P.

### Neue Kuhn-Orgel (2021)

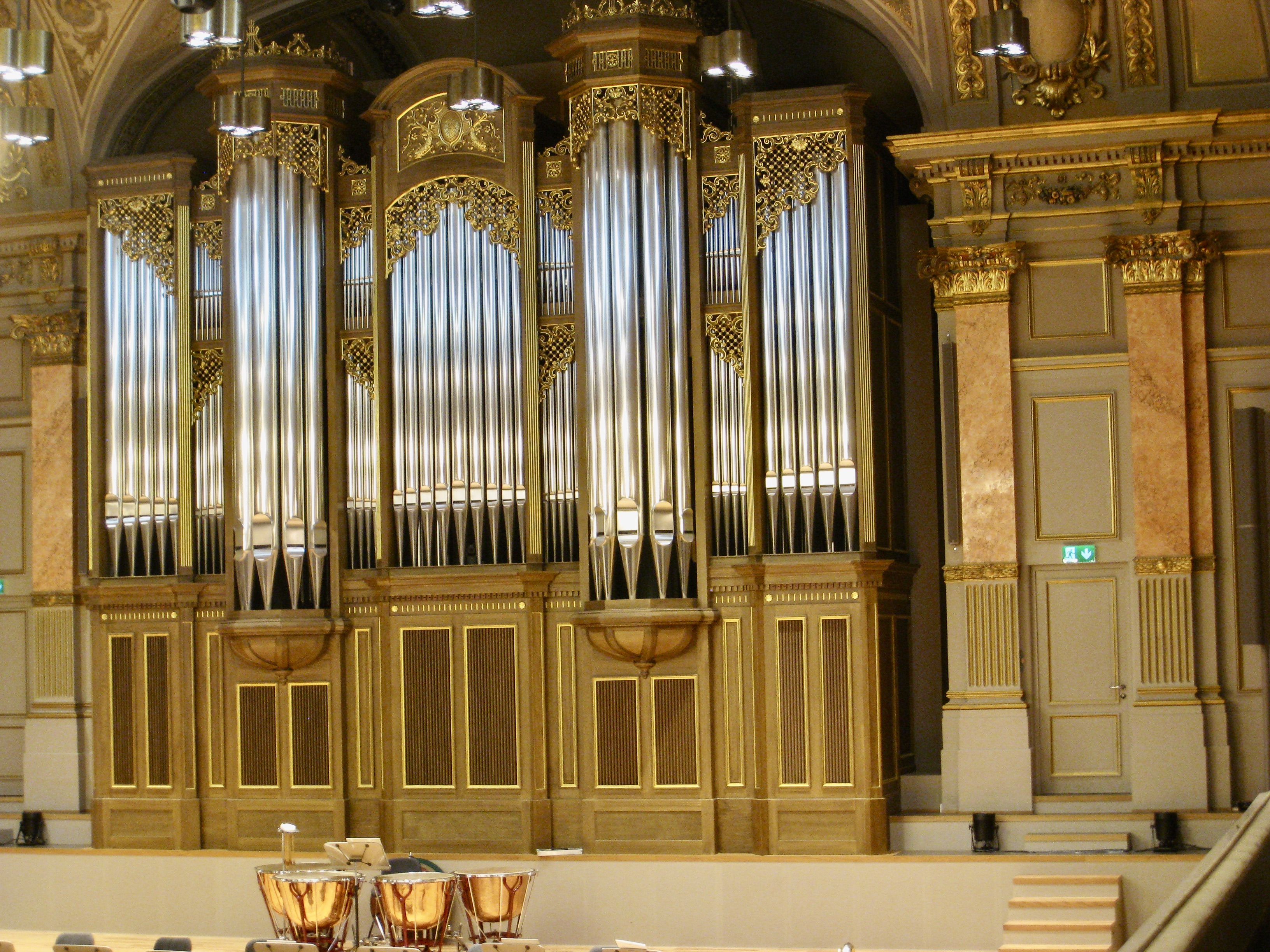
Tonhalle Zürich, neue Orgel 2021, Orgelbau Kuhn AG Männedorf

2017 wurde der Bau einer neuen Orgel ausgeschrieben, und die Firma Orgelbau Kuhn bekam den Auftrag. Ein kompakter Bau ermöglichte die Rückversetzung in die Klangmuschel des Saales, so dass das Podium für das Orchester vergrössert wurde. Die Orgel wurde im Sommer 2021 eingeweiht. Hauptsächliche Spenderin war die «Genossenschaft und Stiftung Baugarten Zürich».
Die Orgel ist sowohl für solistisches Spiel, als auch für begleitendes Spiel mit Orchester, Solisten und Chören geeignet. Das Instrument enthält neben dem Hauptwerk ein deutsch-romantisch disponiertes Orchesterwerk und ein französisch disponiertes Récit, beide jeweils in Schwellkästen untergebracht. Hinter dem Hauptwerk wurde ein Solowerk mit Hochdruckregistern platziert, welches als floating division an alle Werke gekoppelt werden kann. Neben dem Pedalwerk ist aus dem II. Manual (Orchesterwerk) ein Orchesterpedal mittels Transmissionen registrierbar.
Das Instrument hat 67 klingende Register, vier Verlängerungen, sieben Transmissionen (Orchesterpedal) und zwei Effektregister auf vier Manualwerken und Pedal. Eine Besonderheit ist das Register «Flauto turicensis» (Nr. 53; dt. «Zürcherflöte»), dessen Pfeifen ein umlaufendes (360°) Labium haben.
| I Hauptwerk C–c4 |                  |       |
| 01.              | Principal        | 16′   |
| 02.              | Bourdon          | 16′   |
| 03.              | Principal        | 08′   |
| 04.              | Doppelflöte      | 08′   |
| 05.              | Flauto           | 08′   |
| 06.              | Flauto Dolce     | 08′   |
| 07.              | Gamba            | 08′   |
| 08.              | Octave           | 04′   |
| 09.              | Rohrflöte        | 04′   |
| 10.              | Fugara           | 04′   |
| 11.              | Quinte           | 2 ⁄3′ |
| 12.              | Octave           | 02′   |
| 13.              | Mixtur major IV0 | 2 ⁄3′ |
| 14.              | Mixtur minor IV  | 1 ⁄3′ |
| 15.              | Cornet V (ab f0) | 08′   |
| 16.              | Bombarde         | 16′   |
| 17.              | Trompete         | 08′   |

| II Orchesterwerk C–c4 |                           |        |
| 18.                   | Lieblich Gedeckt          | 16′    |
| 19.                   | Salicetbass (Ext. Nr. 23) | 16′    |
| 20.                   | Geigenprincipal           | 08′    |
| 21.                   | Gedeckt                   | 08′    |
| 22.                   | Wienerflöte               | 08′    |
| 23.                   | Salicional                | 08′    |
| 24.                   | Unda maris                | 08′    |
| 25.                   | Flauto                    | 04′    |
| 26.                   | Violine                   | 04′    |
| 27.                   | Nasat                     | 2 ⁄3′  |
| 28.                   | Waldflöte                 | 02′    |
| 29.                   | Terz                      | 1 3⁄5′ |
| 30.                   | Piccolo                   | 01′    |
| 31.                   | Harmonia aetherea II–V0   | 2 ⁄3′  |
| 32.                   | Aeoline                   | 16′    |
| 33.                   | Waldhorn                  | 08′    |
| 34.                   | Orchesterclarinette       | 08′    |
| 35.                   | Physharmonica             | 08′    |
|                       | Tremulant                 |        |

| III Récit C–c4 |                        |        |
| 36.            | Quintaton              | 16′    |
| 37.            | Diapason               | 08′    |
| 38.            | Flute traversiere      | 08′    |
| 39.            | Cor de nuit            | 08′    |
| 40.            | Viole de Gambe         | 08′    |
| 41.            | Voix céleste           | 08′    |
| 42.            | Prestant               | 04′    |
| 43.            | Flute octaviante       | 04′    |
| 44.            | Quinte                 | 2 ⁄3′  |
| 45.            | Doublette              | 02′    |
| 46.            | Tierce                 | 1 3⁄5′ |
| 47.            | Plein-jeu IV           | 02′    |
| 48.            | Basson                 | 16′    |
| 49.            | Trompette harmonique 0 | 08′    |
| 50.            | Hautbois               | 08′    |
| 51.            | Voix humaine           | 08′    |
| 52.            | Clairon harmonique     | 04′    |
|                | Tremulant              |        |

| Solo C–c4 |                          |     |
| 53.       | Flauto turicensis        | 08′ |
| 54.       | Doppelbourdon            | 08′ |
| 55.       | Stentorgambe             | 08′ |
| 56.       | Tuba Felix (Ext. Nr. 57) | 16′ |
| 57.       | Tuba Regula              | 08′ |
| 58.       | Trompette orchestrale 0  | 08′ |
| 59.       | Clarinette               | 08′ |
| 60.       | Crotales (c1–f3)         |     |
|           | Tremulant (f. Nr. 59)    |     |

| Pedal C–g1 |                 |     |
| 61.        | Untersatz       | 32′ |
| 62.        | Principalbass   | 16′ |
| 63.        | Subbass         | 16′ |
| 64.        | Violonbass      | 16′ |
| 65.        | Octavbass       | 08′ |
| 66.        | Flötbass        | 08′ |
| 67.        | Octave          | 04′ |
| 68.        | Kontraposaune 0 | 32′ |
| 69.        | Bombarde        | 16′ |
| 70.        | Posaune         | 16′ |
| 71.        | Trompete        | 08′ |
| 72.        | Clairon         | 04′ |

| Orchesterpedal C–g1 |                               |     |
| 73.                 | Lieblich Gedackt (= Nr. 18) 0 | 16′ |
| 74.                 | Salicetbass (= Nr. 19)        | 16′ |
| 75.                 | Bourdon (= Nr. 18)            | 08′ |
| 76.                 | Cello (= Nr. 23)              | 08′ |
| 77.                 | Flöte (= Nr. 18)              | 04′ |
| 78.                 | Aeoline (= Nr. 32)            | 16′ |
| 79.                 | Waldhorn (= Nr. 33)           | 08′ |

- Koppeln:
  - Normalkoppeln: II/I, III/I, III/II, I/P, II/P, III/P
  - Suboktavkoppeln: II/II, III/III
  - Superoktavkoppeln: II/II, III/III, II/P, III/P
  - Solowerk-Koppeln: S/I, S/II, S/III, S/P
- Spielhilfen:
  - Absteller Äquallage für I, II, III und Solo
  - Sostenuto I, II, III, P
  - Winddrosseln für ganze Orgel (außer Hochdruckwerk) und für Clarinette (Nr. 59)
  - Registercrescendi

- Anmerkungen

1. 1 2  Im Schwellkasten.
2. 1 2  Weite Mensurierung.
3. 1 2 3 4  Durchschlagend.
4. 1 2  Enge Mensurierung.
5. ↑  Hochdruckwerk, im Schwellkasten mit Schallabsorptionskammer.
6. ↑  Transmissionen aus dem Orchesterwerk.